# Клубный промоутер
Клубный промо́утер (от англ. club promoter, «организатор клубных развлекательных мероприятий») – частное лицо, которое профессионально занимается организацией и проведением тематических вечеринок и других развлекательных или зрелищных мероприятий в ночных клубах на определённых условиях. В его обязанности также входит реклама мероприятия и привлечение гостей в заведение. Фактически, клубный промоутер выполняет функции продюсера мероприятия.

## Деятельность клубного промоутера
Работу клубного промоутера можно условно разделить на несколько различных направлений:
- Ориентированность на заведение (клуб). Клубный промоутер с таким приоритетом в первую очередь представляет интересы конкретного клуба. В его обязанности входит подбор диджейcкого состава, приглашение артистов, музыкантов, ведущих, целевая рекламная кампания ночного клуба, разработка концепции и реклама (промоушн) мероприятия или, как правило, регулярных мероприятий.  В некоторых случаях договорённости со спонсорами, предоставляющими какие-либо призы для всевозможных конкурсов и лотерей. Своей деятельностью промоутер популяризирует как конкретную вечеринку или дискотеку, так и заведение в целом, порой, используя для промоушна рекламный бюджет клуба. Такой промоутер вполне может официально числиться в штате клуба, а может работать и в качестве фрилансера.
- Ориентированность на посетителей (гостей) мероприятия. Клубный промоутер с таким приоритетом может не держаться за сотрудничество с каким-то конкретным клубом, и может менять заведения для своих мероприятий так часто, как сочтёт нужным. Главная задача такого промоутера – регулярное пополнение и расширение базы гостей своих вечеринок, которых он приглашает лично. Ведь особенностью его работы, в данном случае, является постоянное общение с клиентами клуба. Огромным плюсом будет, если клубный промоутер помнит в лицо и по именам всех нужных и важных посетителей вечеринки. Он должен иметь «свою»  публику, которая доверяет ему и следует за ним из одного клуба в другой. Статус клуба, его закрытость или открытость для различных слоёв общества, также влияет на работу клубного промоутера. Некоторые клубы имеют статус закрытых, следовательно, вход в них разрешён только определенным категориям людей[6]. Работа в подобных заведениях должна проходить на очень высоком профессиональном уровне, поскольку ни клуб, ни промоутер, не заинтересованы терять VIP-гостей. Личное взаимодействие с посетителями вечеринок не отменяет того, что промоутер также занимается полным комплексом организационных вопросов – от рекламы мероприятия до развлекательной программы.

## Финансовая коммуникация промоутера и клуба
Единой универсальной схемы финансового сотрудничества клубного промоутера и заведения, в котором он проводит свои мероприятия, не существует. Это всегда индивидуально и, в первую очередь, зависит от статуса клуба и особенностей его работы. 
Если вход на вечеринку платный, то, как правило, промоутер забирает всю эту сумму и уже не претендует на выручку самого клуба. Но многие заведения, следуя общепринятым европейским тенденциям, делают сейчас вход бесплатным. В этом случае заработок промоутера складывается либо из процентов от барной выручки, либо из процентов от продажи столов в зоне ресторана. Возможны и комбинированные варианты оплаты. Размер процентов клубного промоутера в каждом конкретном случае индивидуален.
В финансовых взаимодействиях промоутера и заведения есть очень важная особенность. Профессиональному клубному промоутеру часто приходится договариваться с владельцами клубов о присутствии своих доверенных людей в качестве наблюдателей на кассе у входа, в баре и в ресторане заведения. Это единственный способ проследить за тем, что руководство клуба не занижает кассу и показывает реальные финансовые данные. Достаточно часто именно эта часть предварительной  договорённости и является камнем преткновения, поскольку промоутер, по большому счёту, вынуждает раскрыть ему информацию, являющуюся коммерческой тайной организации. По-другому отследить корректность и обоснованность выплаты полагающихся промоутеру процентов просто невозможно.